# Canal Tamengo

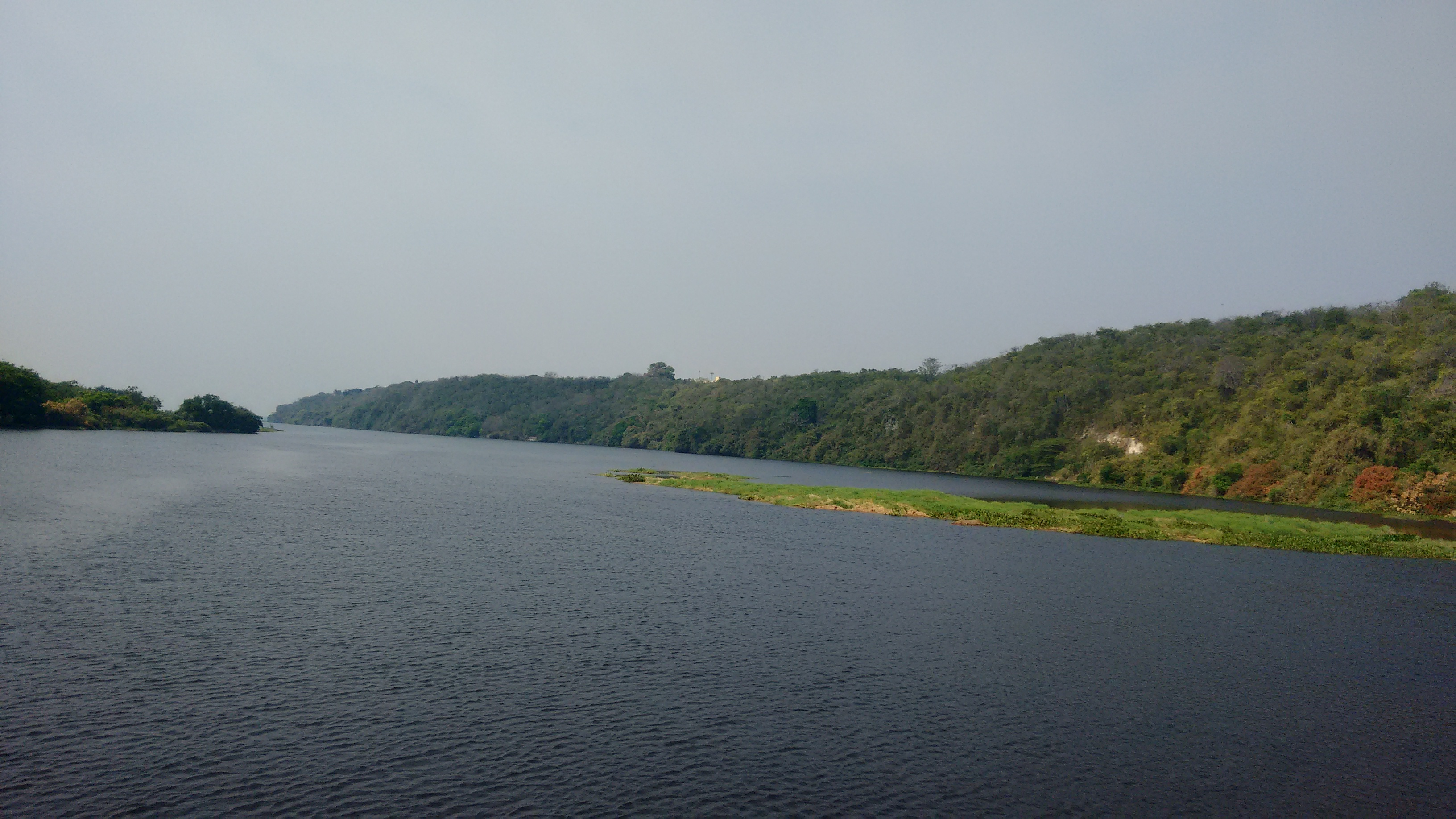
Le canal Tamengo.

Le Canal Tamengo est un canal naturel de 11 kilomètres qui relie la lagune Cáceres près de Puerto Suárez en Bolivie au río Paraguay au Brésil.
Sur ce canal, il s'y trouve les principales installations portuaires de la Bolivie. Il constitue un système ayant des caractéristiques hydrologiques et hydrauliques particulières. Il est formé par les canaux Tuyuyú et Sicurí qui dévient l'eau du Paraguay vers la lagune Cáceres.